# 李弼鎬
李 弼鎬（イ・ピロ、朝鮮語: 이필호、1913年1月16日または1914年または1916年 - 1986年4月12日）は、大韓民国の実業家、政治家。第1・2代光州市議会議員、第4代韓国国会議員。

## 経歴
全羅南道光州出身。東京足立商業実践学校卒。光州市議会議員、全羅南道無煙炭工業協会会長、光州物産株式会社社長、全羅南道自動車工業協会会長、全羅南道マッチ工業協会会長、光州商工会議所議員、民主党中央委員・光州乙区党委員長、民衆党常務委員を務めた。

## エピソード
対自由党闘争の闘士で、第4代総選挙の時、夫人がテロに遭って流産した。